# Nicolás Bravo
Nicolás Bravo Rueda (Chilpancingo, 10 de Setembro de 1786 - Chichihualco, 22 de Abril de 1854) foi um político e militar mexicano. Ocupou o cargo de presidente do México interinamente em três ocasiões em 1839, 1842-1843 e 1846.
Durante a guerra de independência combateu ao lado de José María Morelos na campanha levada a cabo no sul do país. Em 1811 obteve o comando militar da província de Veracruz, estando envolvido na protecção ao Congresso de Chilpancingo.
Em 1817 foi feito prisioneiro pelos realistas tendo sido libertado apenas em 1820. Aliou-se ao plano de Iguala e em 27 de Setembro de 1821, entrou na Cidade do México com o Exército das Três Garantias. Consumada a independência, foi nomeado conselheiro de estado pelo congresso constituinte.
Após a coroação de Agustín de Iturbide como imperador do México, Bravo juntou-se a Vicente Guerrero com o objectivo de depor Iturbide. Uma vez deposto Iturbide, Bravo foi nomeado vice-presidente da república, sendo presidente Guadalupe Victoria. Em 1827 Bravo revoltou-se contra Victoria, acusando-o de ser demasiado liberal e exigindo um governo mais centralista. A rebelião falhou e Bravo exilou-se no Equador donde regressou em 1829 sob amnistia. Depois do seu regresso do exílio ocupou vários cargos políticos e militares, sendo nomeado presidente interino pela primeira vez em 1839.
Durante a guerra mexicano-americana foi capturado pelas tropas dos Estados Unidos na batalha de Chapultepec, em 13 de Setembro de 1847. Depois das críticas dos seus inimigos que o acusaram de inépcia como general, retirou-se para as suas propriedades em Chilpancingo, onde faleceria em 22 de Abril de 1854.
A sua morte ocorreu em circunstâncias nunca realmente esclarecidas. Pouco tempo depois de recusar aliar-se ao plano de Ayutla, morreu subitamente tendo sua mulher, Antonina Guevara, falecido poucas horas depois o que fez supor que teriam ambos sido envenenados. Um médico de nome Aviles foi julgado e executado pela morte de Bravo e sua mulher. Nunca se soube se Aviles era realmente o assassino ou apenas um bode expiatório de conveniência.